# Acrogomphus
Acrogomphus  – rodzaj ważek z rodziny gadziogłówkowatych (Gomphidae).

## Podział systematyczny
Do rodzaju należą następujące gatunki:
- Acrogomphus fraseri Laidlaw, 1925
- Acrogomphus jubilaris Lieftinck, 1964
- Acrogomphus malayanus Laidlaw, 1925
- Acrogomphus walshae Lieftinck, 1935